# NHL 1992/93
Die NHL-Saison 1992/93 war die 76. Spielzeit in der National Hockey League. 24 Teams spielten jeweils 84 Spiele. Den Stanley Cup gewannen die Montréal Canadiens nach einem 4:1-Erfolg in der Finalserie gegen die Los Angeles Kings. Die „Habs“ entschieden zehn ihrer 16 Siege erst in der Overtime, was einen neuen NHL-Rekord darstellte.
Gary Bettman wurde zum ersten NHL-Commissioner ernannt, womit er den letzten Präsidenten Gilbert Stein als ranghöchsten Offiziellen ablöste. Er trieb die Expansion voran und brachte mit den Ottawa Senators und den Tampa Bay Lightning zwei neue Franchises in die Liga.
Der Top-Draftpick 1991 Eric Lindros, der schon als Nachfolger von Wayne Gretzky und Mario Lemieux gehandelt wurde, weigerte sich für die Quebec Nordiques zu spielen, die ihn bei der Talenteziehung ausgewählt hatten, und wechselte nach langem Tauziehen zu den Philadelphia Flyers.
Jeder Spieler trug während der gesamten Saison ein Logo zum hundertsten Geburtstag des Stanley Cup auf dem Trikot. Rookie Teemu Selänne von den Winnipeg Jets pulverisierte die bisherigen Rekorde für Neuprofis mit 76 Toren und 132 Punkten. Insgesamt erreichten in dieser Saison 14 Spieler die 50-Tore-Marke und 21 Spieler die 100-Punkte-Marke.

## Reguläre Saison

### Abschlusstabellen
Abkürzungen: W = Siege, L = Niederlagen, T = Unentschieden, GF= Erzielte Tore, GA = Gegentore, Pts = Punkte

#### Wales Conference
| Adams Division     | W  | L  | T  | GF  | GA  | Pts |
| ------------------ | -- | -- | -- | --- | --- | --- |
| Boston Bruins      | 51 | 26 | 7  | 332 | 268 | 109 |
| Québec Nordiques   | 47 | 27 | 10 | 351 | 300 | 104 |
| Montréal Canadiens | 48 | 30 | 6  | 326 | 280 | 102 |
| Buffalo Sabres     | 38 | 36 | 10 | 335 | 297 | 86  |
| Hartford Whalers   | 26 | 52 | 6  | 284 | 369 | 58  |
| Ottawa Senators    | 10 | 70 | 4  | 202 | 395 | 24  |

| Patrick Division    | W  | L  | T  | GF  | GA  | Pts |
| ------------------- | -- | -- | -- | --- | --- | --- |
| Pittsburgh Penguins | 56 | 21 | 7  | 367 | 268 | 119 |
| Washington Capitals | 43 | 34 | 7  | 325 | 286 | 93  |
| New York Islanders  | 40 | 37 | 7  | 335 | 297 | 87  |
| New Jersey Devils   | 40 | 37 | 7  | 308 | 299 | 87  |
| Philadelphia Flyers | 36 | 37 | 11 | 319 | 319 | 83  |
| New York Rangers    | 34 | 39 | 11 | 304 | 308 | 79  |

#### Campbell Conference
| Norris Division       | W  | L  | T  | GF  | GA  | Pts |
| --------------------- | -- | -- | -- | --- | --- | --- |
| Chicago Blackhawks    | 47 | 25 | 12 | 279 | 230 | 106 |
| Detroit Red Wings     | 47 | 28 | 9  | 369 | 280 | 103 |
| Toronto Maple Leafs   | 44 | 29 | 11 | 288 | 241 | 99  |
| St. Louis Blues       | 37 | 36 | 11 | 282 | 278 | 85  |
| Minnesota North Stars | 36 | 38 | 10 | 272 | 293 | 82  |
| Tampa Bay Lightning   | 23 | 54 | 7  | 245 | 332 | 53  |

| Smythe Division   | W  | L  | T  | GF  | GA  | Pts |
| ----------------- | -- | -- | -- | --- | --- | --- |
| Vancouver Canucks | 46 | 29 | 9  | 346 | 278 | 101 |
| Calgary Flames    | 43 | 30 | 11 | 322 | 282 | 97  |
| Los Angeles Kings | 39 | 35 | 10 | 338 | 340 | 88  |
| Winnipeg Jets     | 40 | 37 | 7  | 322 | 320 | 87  |
| Edmonton Oilers   | 26 | 50 | 8  | 242 | 337 | 60  |
| San Jose Sharks   | 11 | 71 | 2  | 218 | 414 | 24  |

### Beste Scorer
Bester Scorer war Mario Lemieux, der für seine 160 Punkte mit 91 Vorlagen den Grundstein legte. Bester Torschütze war neben Alexander Mogilny auch Rookie Teemu Selänne, beide trafen 76 mal. In Überzahl war Dave Andreychuk mit 32 Toren der Beste, während in Unterzahl Steve Yzerman und Pawel Bure mit je 7 Treffern erfolgreich waren. Bure versuchte es mit 407 Schüssen am öftesten. Mit einem Schnitt von 26,4 landete mehr als jeder vierte Schuss von Craig Simpson im Tor. Die Plus/Minus-Wertung führte ebenfalls Mario Lemieux mit +55 an. Der böse Bube der Saison war Marty McSorley mit 399 Strafminuten. Erfolgreichster Verteidiger war Phil Housley mit 79 Vorlagen und 97 Punkten. Washingtons Kevin Hatcher erzielte 34 Tore.
Abkürzungen: GP = Spiele, G = Tore, A = Assists, Pts = Punkte, +/- = Plus/Minus, PIM = Strafminuten; Fett: Saisonbestwert
| Spieler           | Team         | GP | G  | A  | Pts | +/- | PIM |
| ----------------- | ------------ | -- | -- | -- | --- | --- | --- |
| Mario Lemieux     | Pittsburgh   | 60 | 69 | 91 | 160 | +55 | 38  |
| Pat LaFontaine    | Buffalo      | 84 | 53 | 95 | 148 | +11 | 63  |
| Adam Oates        | Boston       | 84 | 45 | 97 | 142 | +15 | 32  |
| Steve Yzerman     | Detroit      | 84 | 58 | 79 | 137 | +33 | 44  |
| Teemu Selänne     | Winnipeg     | 84 | 76 | 56 | 132 | +8  | 45  |
| Pierre Turgeon    | NY Islanders | 83 | 58 | 74 | 132 | −1  | 26  |
| Alexander Mogilny | Buffalo      | 77 | 76 | 51 | 127 | +7  | 40  |
| Doug Gilmour      | Toronto      | 83 | 32 | 95 | 127 | +32 | 100 |
| Luc Robitaille    | Los Angeles  | 84 | 63 | 62 | 125 | +18 | 100 |
| Mark Recchi       | Philadelphia | 84 | 53 | 70 | 123 | +1  | 95  |

### Beste Torhüter
Abkürzungen: GP = Spiele, TOI = Eiszeit (in Minuten), W = Siege, L = Niederlagen, T = Unentschieden, GA = Gegentore, SO = Shutouts, Sv% = gehaltene Schüsse (in %), GAA = Gegentorschnitt; Fett: Saisonbestwert
| Spieler       | Team       | GP | TOI  | W  | L  | T  | GA  | SO | Sv%   | GAA  |
| ------------- | ---------- | -- | ---- | -- | -- | -- | --- | -- | ----- | ---- |
| Félix Potvin  | Toronto    | 48 | 2781 | 25 | 15 | 7  | 116 | 2  | 0,910 | 2,50 |
| Ed Belfour    | Chicago    | 71 | 4106 | 41 | 18 | 11 | 177 | 7  | 0,906 | 2,59 |
| Tom Barrasso  | Pittsburgh | 63 | 3702 | 43 | 14 | 5  | 186 | 4  | 0,901 | 3,01 |
| Curtis Joseph | St. Louis  | 68 | 3890 | 29 | 28 | 9  | 196 | 1  | 0,911 | 3,02 |
| Kay Whitmore  | Vancouver  | 31 | 1817 | 18 | 8  | 4  | 94  | 1  | 0,890 | 3,10 |

### Beste Rookiescorer
Bester Scorer unter den Rookies war Teemu Selänne, der mit 76 Toren und 132 Punkten die bisherigen Rekorde für Rookies von Mike Bossy bzw. Peter Šťastný weit übertraf. Joé Juneau war mit 70 Vorlagen bester Vorbereiter und stellte die elf Jahre alte Bestleistung von Šťastný ein. Die Plus/Minus-Wertung der Rookies führte Dixon Ward mit +34 an. Der böse Bube unter den Rookies war Philadelphias Ryan McGill mit 238 Strafminuten.
Abkürzungen: GP = Spiele, G = Tore, A = Assists, Pts = Punkte, +/- = Plus/Minus, PIM = Strafminuten
| Spieler          | Team         | GP | G  | A  | Pts | +/− | PIM |
| ---------------- | ------------ | -- | -- | -- | --- | --- | --- |
| Teemu Selänne    | Winnipeg     | 84 | 76 | 56 | 132 | +8  | 24  |
| Joé Juneau       | Boston       | 84 | 32 | 70 | 102 | +23 | 33  |
| Eric Lindros     | Philadelphia | 61 | 41 | 34 | 75  | +28 | 147 |
| Alexei Schamnow  | Winnipeg     | 68 | 25 | 47 | 72  | +7  | 58  |
| Andrei Kowalenko | Quebec       | 81 | 27 | 41 | 68  | +13 | 57  |

## Stanley-Cup-Playoffs
|  | Division-Halbfinale | Division-Halbfinale   | Division-Halbfinale |                       |                       | Division-Finale | Division-Finale              | Division-Finale |  |  | Conference-Finale | Conference-Finale | Conference-Finale |  |  | Stanley-Cup-Finale | Stanley-Cup-Finale | Stanley-Cup-Finale |
|  |                     |                       |                     |                       |                       |                 |                              |                 |  |  |                   |                   |                   |  |  |                    |                    |                    |
|  | A1                  | Boston Bruins         | 0                   |                       |                       |                 |                              |                 |  |  |                   |                   |                   |  |  |                    |                    |                    |
|  | A4                  | Buffalo Sabres        | 4                   |                       |                       |                 |                              |                 |  |  |                   |                   |                   |  |  |                    |                    |                    |
|  | A4                  | Buffalo Sabres        | 4                   | A4                    | Buffalo Sabres        | 0               |                              |                 |  |  |                   |                   |                   |  |  |                    |                    |                    |
|  |                     |                       |                     | A4                    | Buffalo Sabres        | 0               |                              |                 |  |  |                   |                   |                   |  |  |                    |                    |                    |
|  |                     |                       | A3                  | Canadiens de Montréal | 4                     |                 |                              |                 |  |  |                   |                   |                   |  |  |                    |                    |                    |
|  | A2                  | Nordiques de Québec   | A3                  | Canadiens de Montréal | 4                     | 2               |                              |                 |  |  |                   |                   |                   |  |  |                    |                    |                    |
|  | A2                  | Nordiques de Québec   |                     |                       |                       | 2               |                              |                 |  |  |                   |                   |                   |  |  |                    |                    |                    |
|  | A3                  | Canadiens de Montréal | 4                   |                       |                       |                 |                              |                 |  |  |                   |                   |                   |  |  |                    |                    |                    |
|  | A3                  | Canadiens de Montréal | 4                   | A3                    | Canadiens de Montréal | 4               |                              |                 |  |  |                   |                   |                   |  |  |                    |                    |                    |
|  |                     |                       |                     | A3                    | Canadiens de Montréal | 4               | Prince of Wales Conference   |                 |  |  |                   |                   |                   |  |  |                    |                    |                    |
|  |                     | P3                    | New York Islanders  | 1                     |                       |                 |                              |                 |  |  |                   |                   |                   |  |  |                    |                    |                    |
|  | P1                  | P3                    | New York Islanders  | 1                     | Pittsburgh Penguins   | 4               |                              |                 |  |  |                   |                   |                   |  |  |                    |                    |                    |
|  | P1                  |                       |                     |                       | Pittsburgh Penguins   | 4               |                              |                 |  |  |                   |                   |                   |  |  |                    |                    |                    |
|  | P4                  | New Jersey Devils     | 1                   |                       |                       |                 |                              |                 |  |  |                   |                   |                   |  |  |                    |                    |                    |
|  | P4                  | New Jersey Devils     | 1                   | P1                    | Pittsburgh Penguins   | 3               |                              |                 |  |  |                   |                   |                   |  |  |                    |                    |                    |
|  |                     |                       |                     | P1                    | Pittsburgh Penguins   | 3               |                              |                 |  |  |                   |                   |                   |  |  |                    |                    |                    |
|  |                     |                       | P3                  | New York Islanders    | 4                     |                 |                              |                 |  |  |                   |                   |                   |  |  |                    |                    |                    |
|  | P2                  | Washington Capitals   | P3                  | New York Islanders    | 4                     | 2               |                              |                 |  |  |                   |                   |                   |  |  |                    |                    |                    |
|  | P2                  | Washington Capitals   |                     |                       |                       |                 |                              |                 |  |  |                   |                   |                   |  |  |                    |                    |                    |
|  | P3                  | New York Islanders    | 4                   |                       |                       |                 |                              |                 |  |  |                   |                   |                   |  |  |                    |                    |                    |
|  | P3                  | New York Islanders    | 4                   | A3                    | Canadiens de Montréal | 4               |                              |                 |  |  |                   |                   |                   |  |  |                    |                    |                    |
|  |                     |                       |                     |                       |                       |                 |                              |                 |  |  |                   |                   |                   |  |  |                    |                    |                    |
|  |                     | S3                    | Los Angeles Kings   | 1                     |                       |                 |                              |                 |  |  |                   |                   |                   |  |  |                    |                    |                    |
|  | N1                  | S3                    | Los Angeles Kings   | 1                     | Chicago Blackhawks    | 0               |                              |                 |  |  |                   |                   |                   |  |  |                    |                    |                    |
|  | N1                  |                       |                     |                       | Chicago Blackhawks    | 0               |                              |                 |  |  |                   |                   |                   |  |  |                    |                    |                    |
|  | N4                  | St. Louis Blues       | 4                   |                       |                       |                 |                              |                 |  |  |                   |                   |                   |  |  |                    |                    |                    |
|  | N4                  | St. Louis Blues       | 4                   | N4                    | St. Louis Blues       | 3               |                              |                 |  |  |                   |                   |                   |  |  |                    |                    |                    |
|  |                     |                       |                     | N4                    | St. Louis Blues       | 3               |                              |                 |  |  |                   |                   |                   |  |  |                    |                    |                    |
|  |                     |                       | N3                  | Toronto Maple Leafs   | 4                     |                 |                              |                 |  |  |                   |                   |                   |  |  |                    |                    |                    |
|  | N2                  | Detroit Red Wings     | N3                  | Toronto Maple Leafs   | 4                     | 3               |                              |                 |  |  |                   |                   |                   |  |  |                    |                    |                    |
|  | N2                  | Detroit Red Wings     |                     |                       |                       | 3               |                              |                 |  |  |                   |                   |                   |  |  |                    |                    |                    |
|  | N3                  | Toronto Maple Leafs   | 4                   |                       |                       |                 |                              |                 |  |  |                   |                   |                   |  |  |                    |                    |                    |
|  | N3                  | Toronto Maple Leafs   | 4                   | N3                    | Toronto Maple Leafs   | 3               |                              |                 |  |  |                   |                   |                   |  |  |                    |                    |                    |
|  |                     |                       |                     | N3                    | Toronto Maple Leafs   | 3               | Clarence Campbell Conference |                 |  |  |                   |                   |                   |  |  |                    |                    |                    |
|  |                     | S3                    | Los Angeles Kings   | 4                     |                       |                 |                              |                 |  |  |                   |                   |                   |  |  |                    |                    |                    |
|  | S1                  | S3                    | Los Angeles Kings   | 4                     | Vancouver Canucks     | 4               |                              |                 |  |  |                   |                   |                   |  |  |                    |                    |                    |
|  | S1                  |                       |                     |                       |                       |                 |                              |                 |  |  |                   |                   |                   |  |  |                    |                    |                    |
|  | S4                  | Winnipeg Jets         | 2                   |                       |                       |                 |                              |                 |  |  |                   |                   |                   |  |  |                    |                    |                    |
|  | S4                  | Winnipeg Jets         | 2                   | S1                    | Vancouver Canucks     | 2               |                              |                 |  |  |                   |                   |                   |  |  |                    |                    |                    |
|  |                     |                       |                     | S1                    | Vancouver Canucks     | 2               |                              |                 |  |  |                   |                   |                   |  |  |                    |                    |                    |
|  |                     |                       | S3                  | Los Angeles Kings     | 4                     |                 |                              |                 |  |  |                   |                   |                   |  |  |                    |                    |                    |
|  | S2                  | Calgary Flames        | S3                  | Los Angeles Kings     | 4                     | 2               |                              |                 |  |  |                   |                   |                   |  |  |                    |                    |                    |
|  | S2                  | Calgary Flames        |                     |                       |                       |                 |                              |                 |  |  |                   |                   |                   |  |  |                    |                    |                    |
|  | S3                  | Los Angeles Kings     | 4                   |                       |                       |                 |                              |                 |  |  |                   |                   |                   |  |  |                    |                    |                    |

## NHL Awards und vergebene Trophäen
- Hauptartikel: NHL Awards 1993

| Auszeichnung                    | Spieler                                                      | Team                |
| ------------------------------- | ------------------------------------------------------------ | ------------------- |
| Alka-Seltzer Plus Award:        | Mario Lemieux                                                | Pittsburgh Penguins |
| Art Ross Trophy:                | Mario Lemieux                                                | Pittsburgh Penguins |
| Bill Masterton Memorial Trophy: | Mario Lemieux                                                | Pittsburgh Penguins |
| Calder Memorial Trophy:         | Teemu Selänne                                                | Winnipeg Jets       |
| Conn Smythe Trophy:             | Patrick Roy                                                  | Montréal Canadiens  |
| Frank J. Selke Trophy:          | Doug Gilmour                                                 | Toronto Maple Leafs |
| Hart Memorial Trophy:           | Mario Lemieux                                                | Pittsburgh Penguins |
| Jack Adams Award:               | Pat Burns                                                    | Toronto Maple Leafs |
| James Norris Memorial Trophy:   | Chris Chelios                                                | Chicago Blackhawks  |
| King Clancy Memorial Trophy:    | Dave Poulin                                                  | Boston Bruins       |
| Lady Byng Memorial Trophy:      | Pierre Turgeon                                               | New York Islanders  |
| Lester B. Pearson Award:        | Mario Lemieux                                                | Pittsburgh Penguins |
| Lester Patrick Trophy:          | Frank Boucher Mervyn „Red“ Dutton Bruce McNall Gilbert Stein |                     |
| Vezina Trophy:                  | Ed Belfour                                                   | Chicago Blackhawks  |
| William M. Jennings Trophy:     | Ed Belfour                                                   | Chicago Blackhawks  |
| Presidents’ Trophy              | Presidents’ Trophy                                           | Pittsburgh Penguins |
| Prince of Wales Trophy          | Prince of Wales Trophy                                       | Montréal Canadiens  |
| Clarence S. Campbell Bowl       | Clarence S. Campbell Bowl                                    | Los Angeles Kings   |
| Stanley Cup                     | Stanley Cup                                                  | Montréal Canadiens  |